# Black Knight (phim)
Black Knight là một phim hài của đạo diễn Gil Junger được phát hành ngày 21 tháng 11 năm 2001.

## Nội dung
Jamal Walker là anh chàng làm việc ở một công viên giải trí, điều đáng tiếc là công viên này vô cùng ế ẩm vì không chịu đổi mới. Trong một lần sơ sẩy, Jamal đã bị ngã xuống con mương vùng vẫy mãi anh chàng cũng mò được lên bờ và không hề biết rằng mình đã "trở lại" Anh Quốc năm 1328, thời vua Leo. Và mọi rắc rối dở khóc, dở cười bắt đầu từ đây.